# Eduard van der Nüll

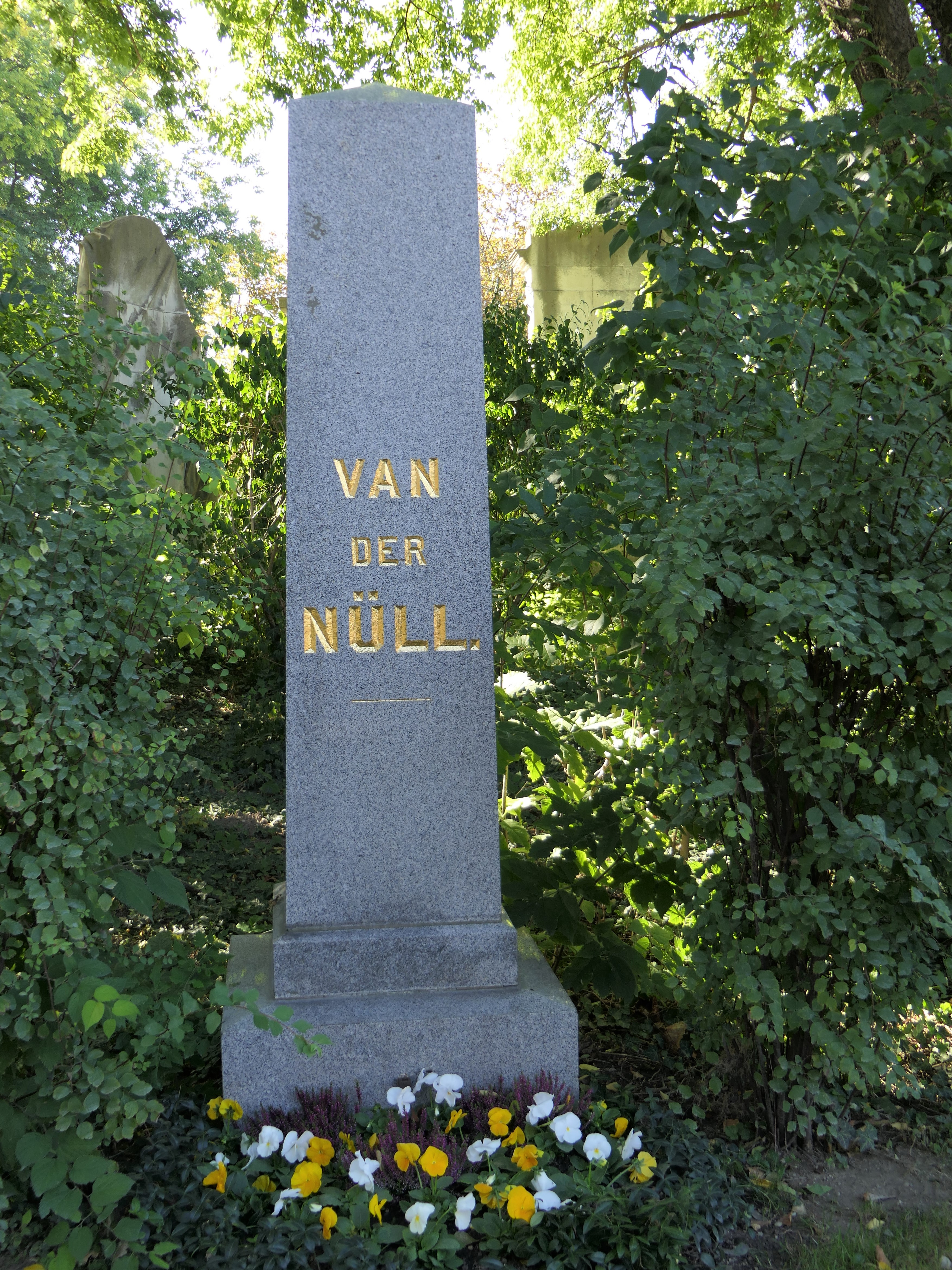
La tomba di Eduard van der Nüll allo Zentralfriedhof di Vienna

Eduard van der Nüll (Vienna, 9 gennaio 1812 – Vienna, 4 aprile 1868) è stato un architetto austriaco.

## Biografia
Dopo aver studiato al Politecnico di Vienna e all'Accademia di belle arti di Vienna (sotto la guida di Peter von Nobile, Paul Wilhelm Eduard Sprenger e Carl Roesner), intraprese lunghi viaggi di studio attraverso l'Europa occidentale con il suo amico August Sicard von Sicardsburg. Nel 1844 divenne professore all'Accademia di Vienna, per lui fu creata una nuova cattedra per la prospettiva e l'ornamento.
Con von Sicardsburg rimase per tutta la vita in una comunità professionale e artistica, dove von Sicardsburg era più responsabile per le questioni pratico-tecniche e van der Nüll per le questioni estetico-decorative. Il loro primo lavoro congiunto fu il Carltheater (ora demolito) a Vienna-Leopoldstadt nel 1847. Costruirono alcune parti dell'arsenale nel 1850, come l'edificio del comando. In questo decennio, Van der Nüll da solo si occupò dell'arredamento della chiesa parrocchiale di Altlerchenfeld, un passaggio importante dal classicismo allo storicismo.
La loro opera congiunta più importante, tuttavia, è l'Opera di Corte, che fu costruita in stile neorinascimentale dal 1861 al 1869 come primo edificio pubblico sulla Ringstraße di Vienna. Di fronte allo Heinrichshof (distrutto durante la Seconda guerra mondiale e sostituito dall'Opernringhof nel 1955), un enorme condominio privato impediva di sviluppare la sua monumentalità. La delusione del pubblico viennese per il tanto atteso primo edificio monumentale sul nuovo splendido viale diede origine un successo a metà, che si trasformò in una campagna stampa contro i due architetti, e nemmeno l'imperatore Francesco Giuseppe risparmiò le critiche. Dopo che il livello della strada di fronte all'opera fu innalzato di un metro dopo l'inizio dei lavori, l'opera fu definita la "scatola sommersa" e - in analogia con il disastro militare del 1866 - la "Königgrätz dell'architettura".
Van der Nüll si disperò per le critiche e si impiccò il 4 aprile 1868 (mentre sua moglie Marie era incinta di otto mesi). Il suo collega Von Sicardsburg morì 10 settimane dopo. Si dice che l'imperatore abbia reagito così sconvolto al suicidio di van der Nüll, che da quel momento in poi avrebbe commentato tutti i nuovi fenomeni artistici con la frase stereotipata "È stato molto bello, mi ha fatto molto piacere".
Eduard van der Nüll è sepolto in una tomba d'onore nel cimitero centrale di Vienna (gruppo 32 A, numero 5). Nella sua nativa Vienna, nel 1875 gli è stata intitolata la Van-der-Nüll-Gasse nel 10º distretto di Favoriten.
Ebbe fra i suoi allievi Heinrich von Ferstel (1828–1883) e Otto Wagner (1841–1918).

## Opere
- Arredamento della chiesa parrocchiale di Altlerchenfelder, 1848–1861
- Base per il monumento del principe Eugenio in Heldenplatz, 1856
- Base per il monumento dell'arciduca Carlo in Heldenplatz, 1859

### Insieme con August Sicard von Sicardsburg
- Fontana di Schutzengelbrunnen, 1843–1846
- Sophienbad, 1845
- Carltheater, 1846–1847
- Arsenale, 1849–1855
- Opera di Corte, 1861–1869
- Haas-Haus, 1866–1868
- Palazzo Larisch-Mönnich, 1867–1868
- Palazzo dell'industria per la Fiera mondiale di Vienna 1873

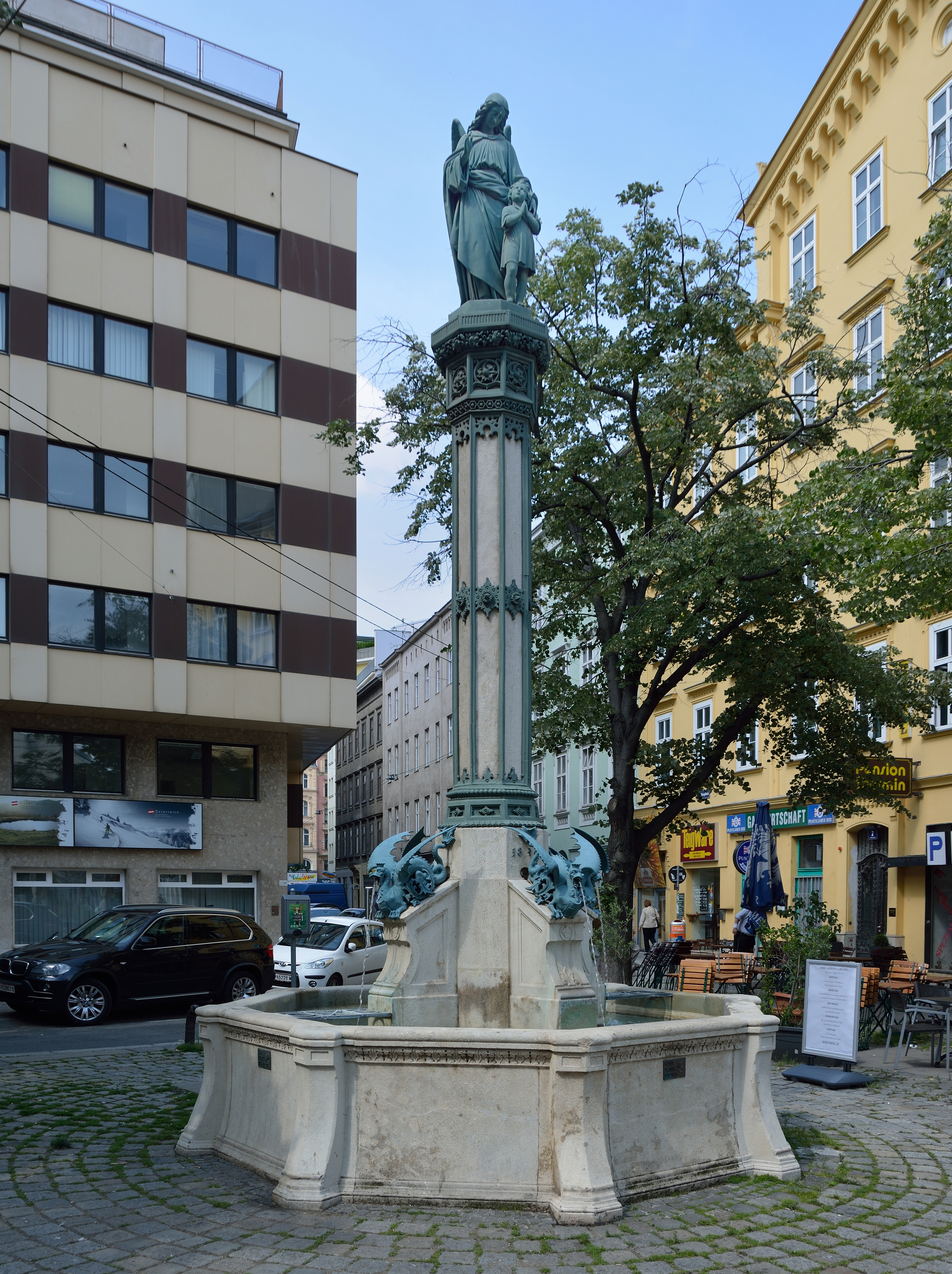
Fontana di Schutzengelbrunnen
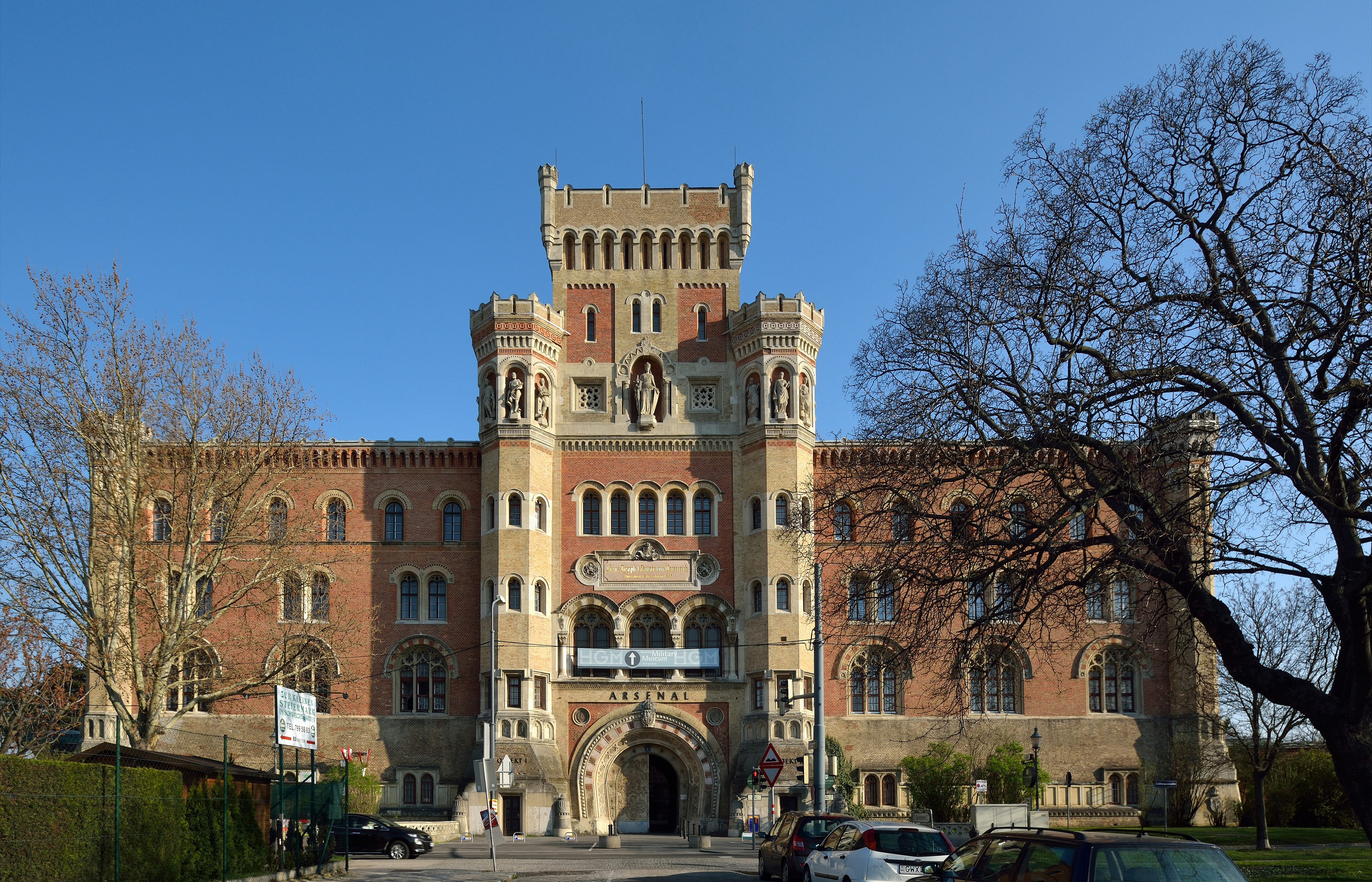
L'arsenale
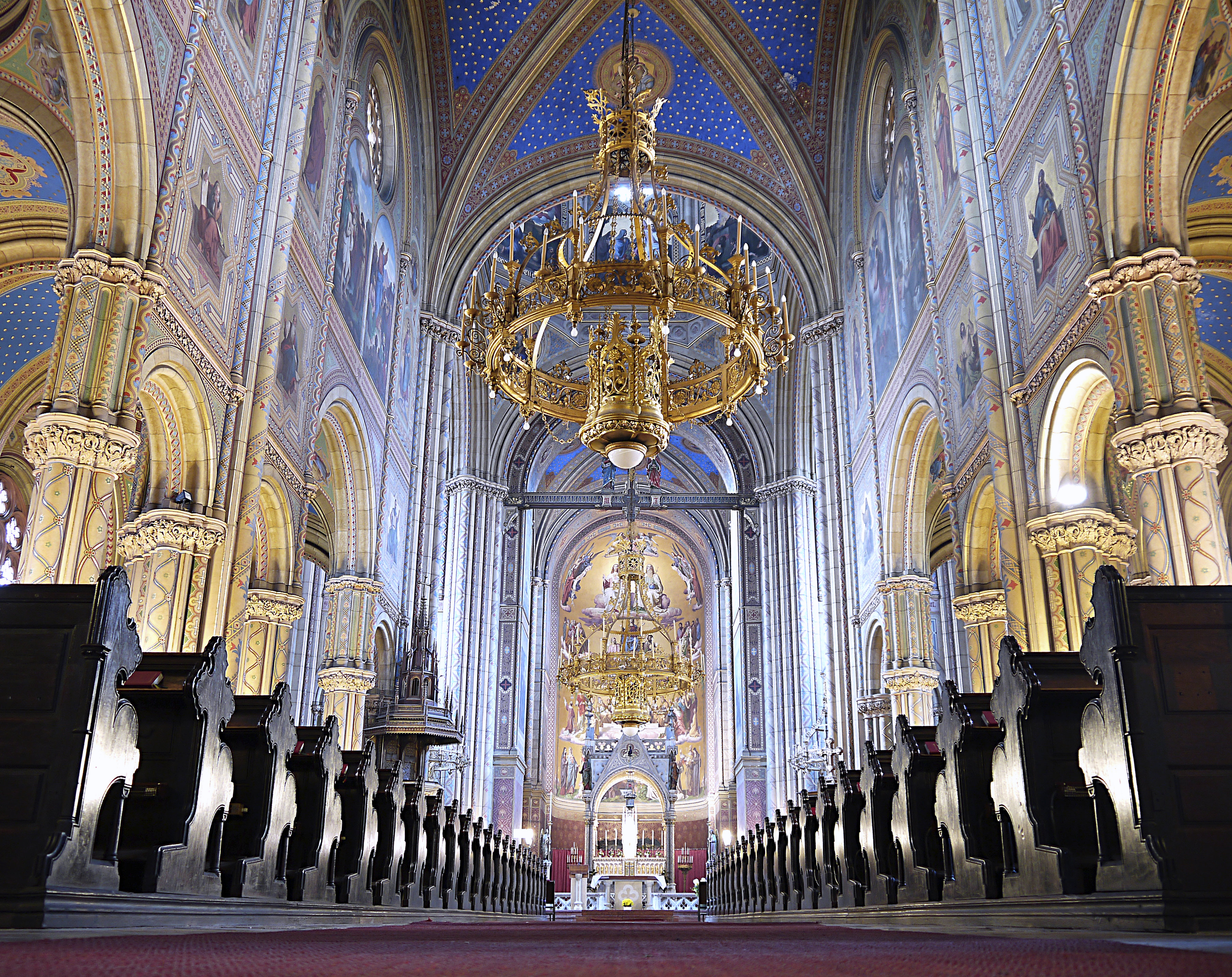
Interno della parrocchia di Altlerchenfelder
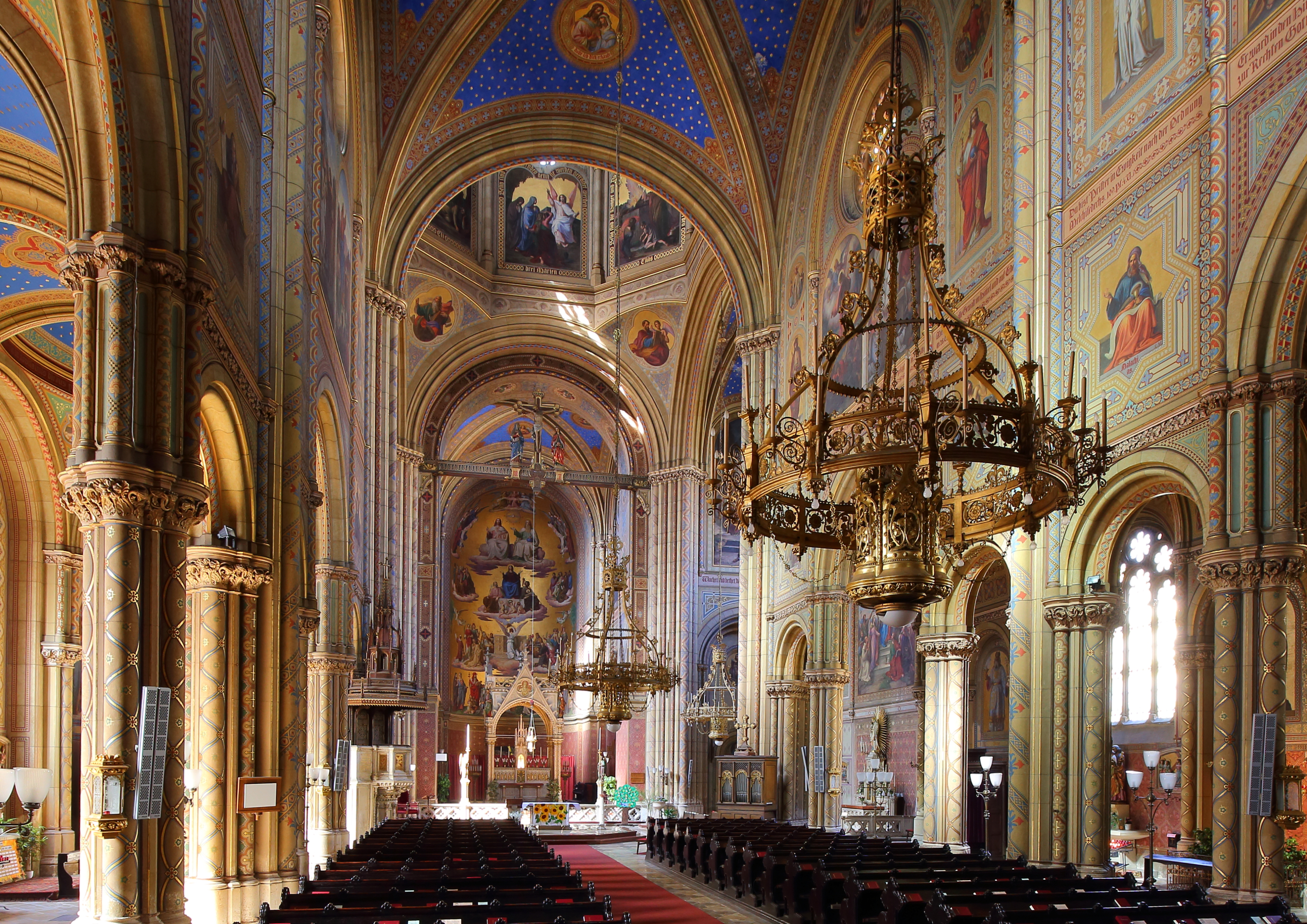
Interno della parrocchia di Altlerchenfelder
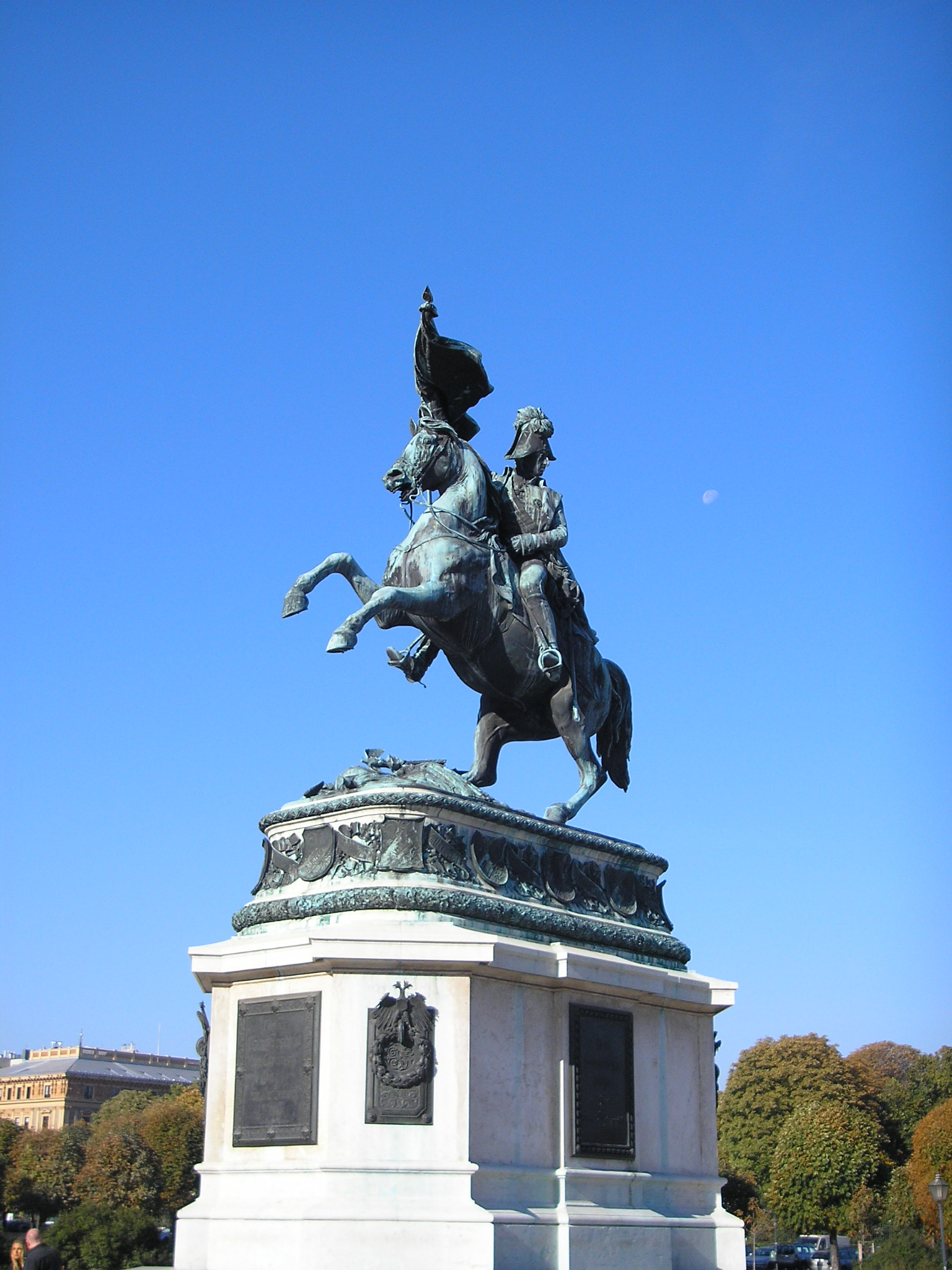
Base per il monumento dell'arciduca Carlo in Heldenplatz, 1859
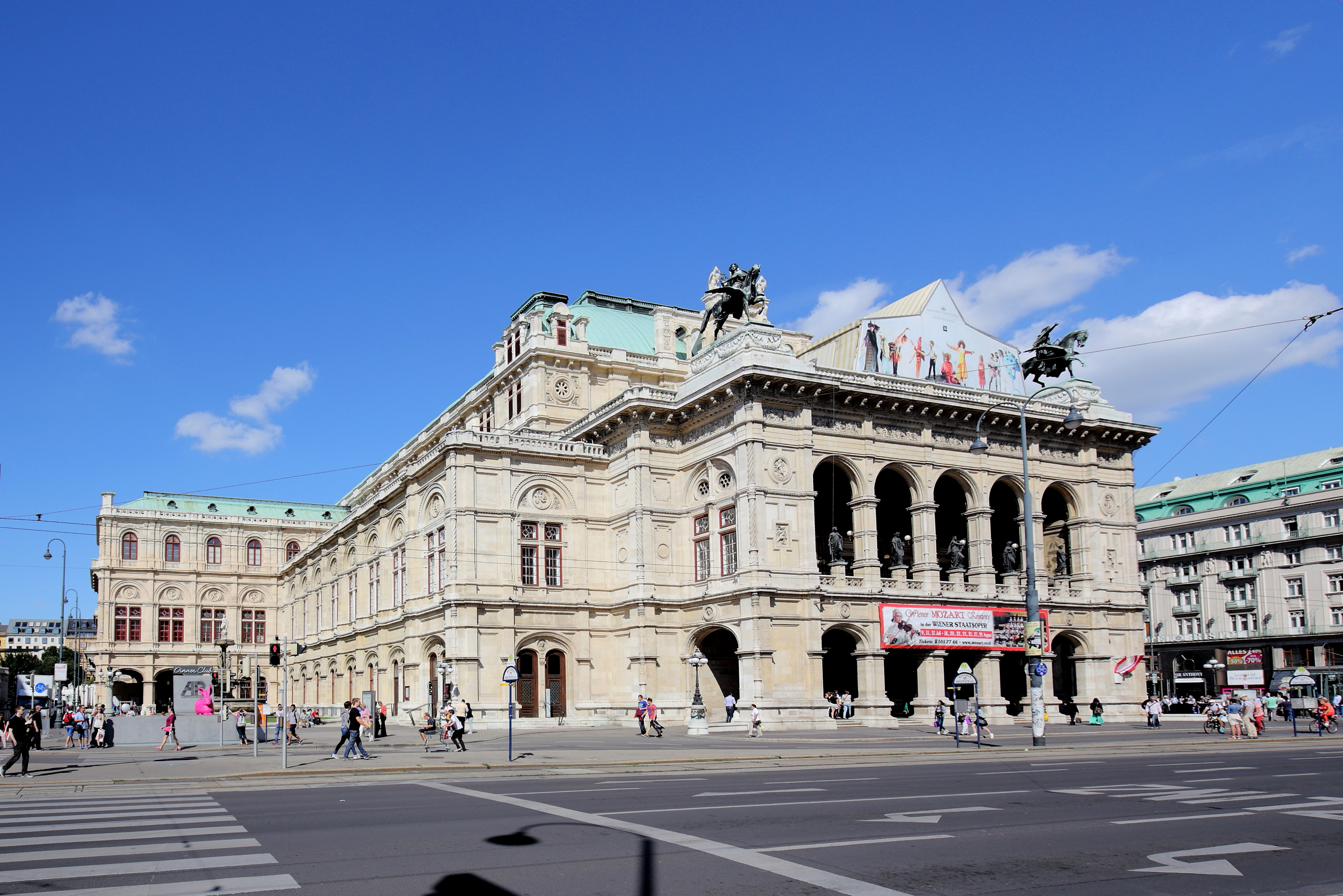
Wiener Staatsoper
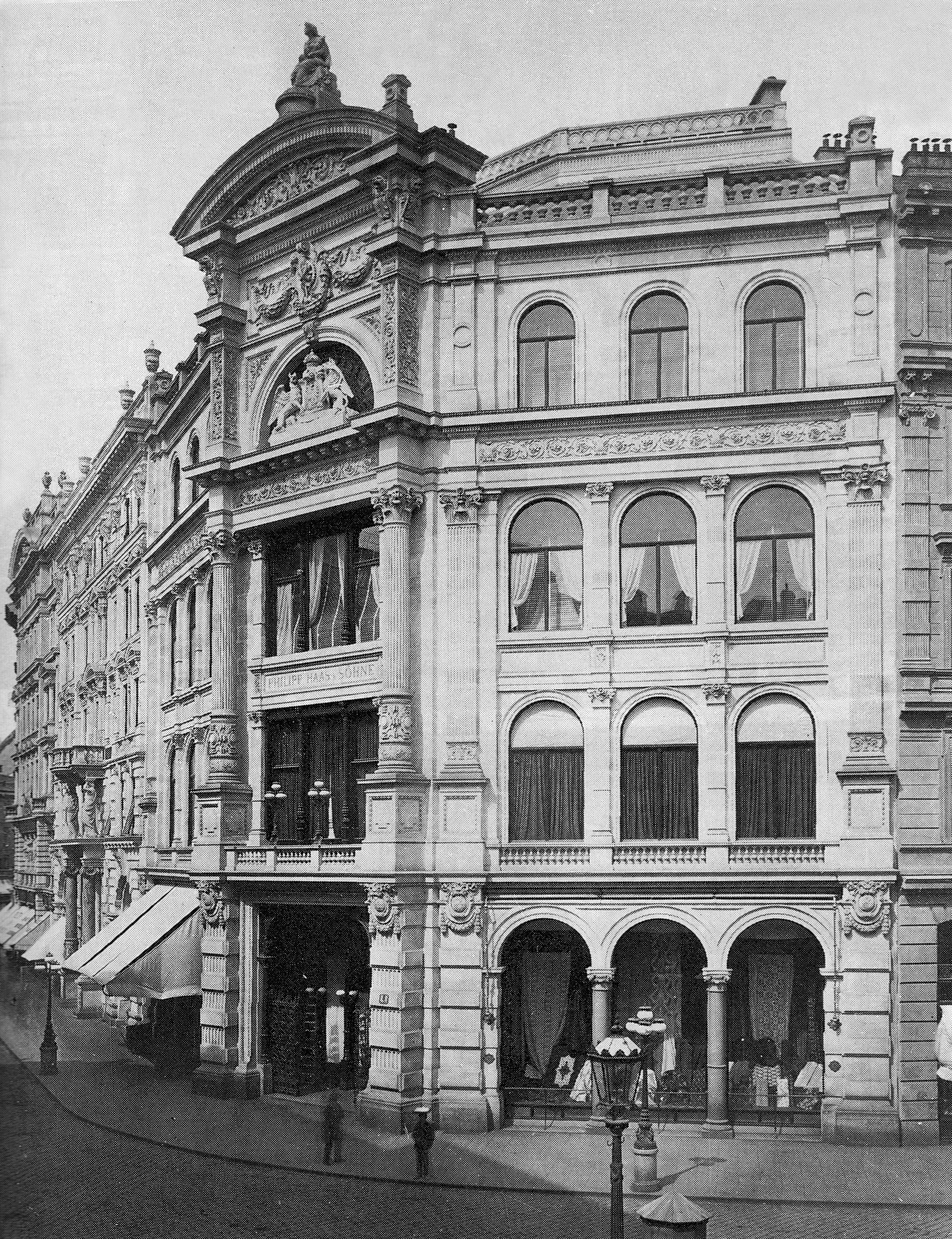
La Casa di Tappeti "Philipp Haas & Söhne" alla fine del XIX secolo
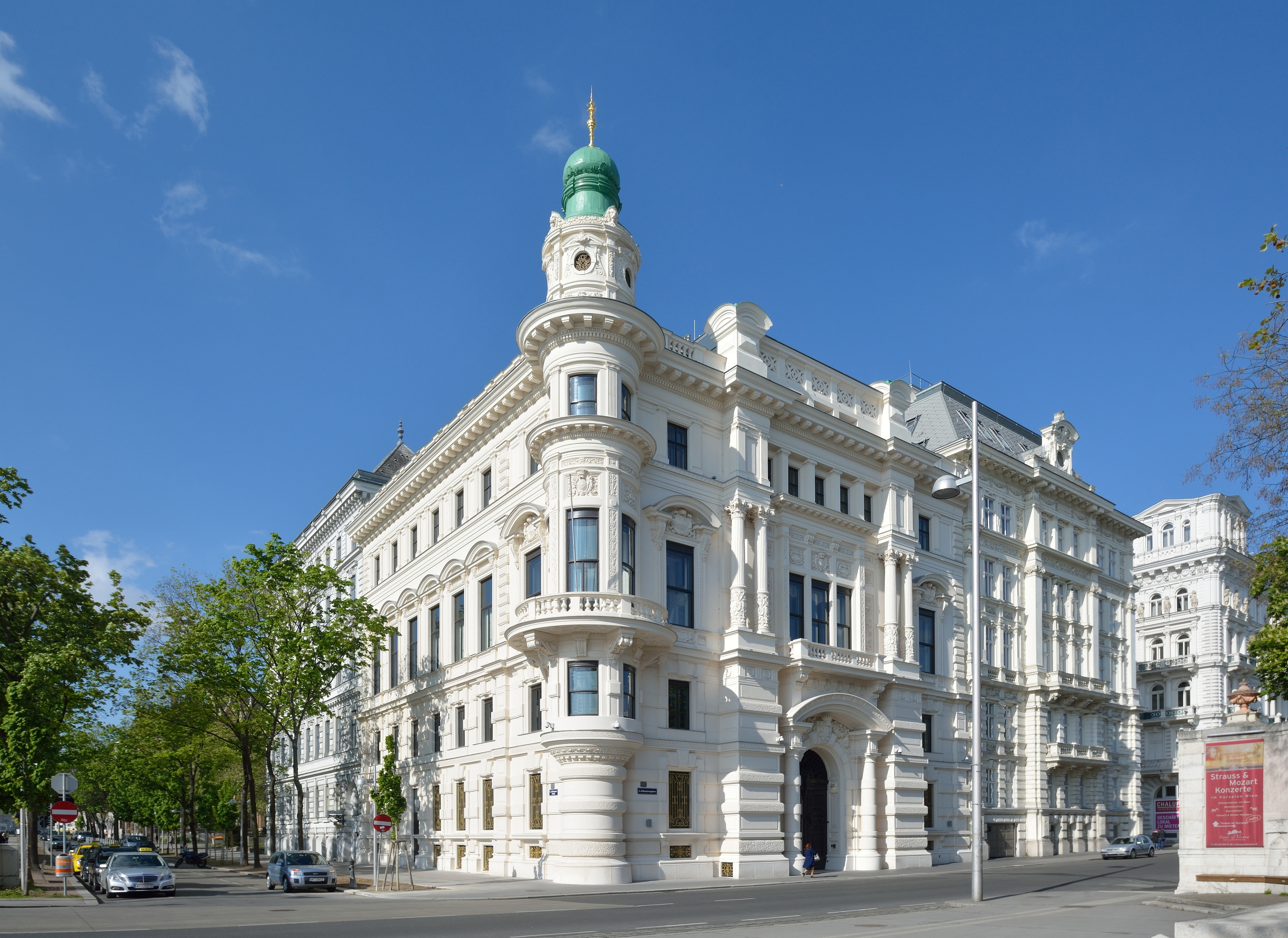
Palazzo Larisch-Mönnich
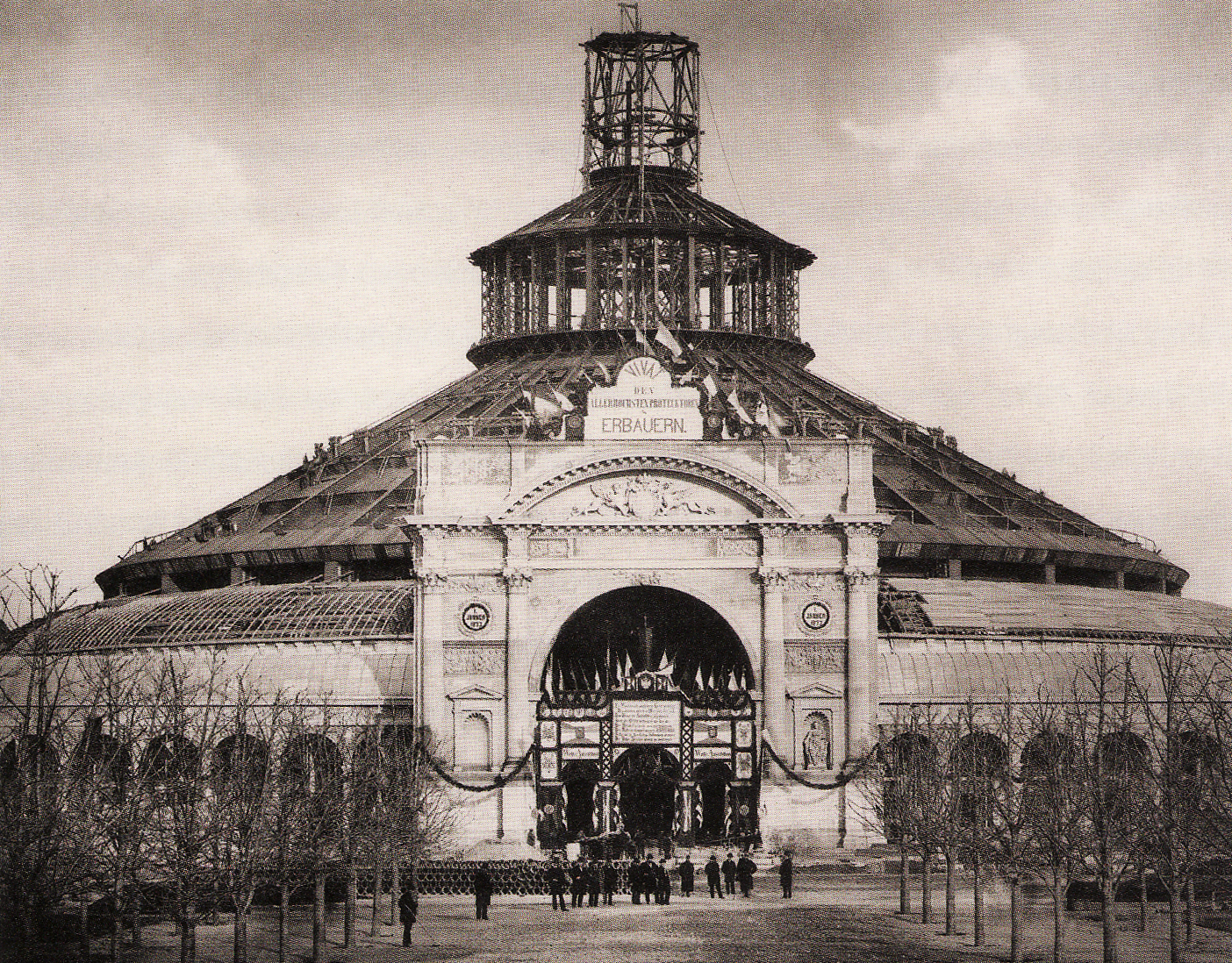
Rotonda del palazzo dell'industria per la Fiera mondiale di Vienna 1873